# 小谷野敦
小谷野 敦（こやの あつし、1962年12月21日 - ）は、日本の「作家・比較文学者」。禁煙ファシズムと戦う会 元代表。愛称、猫猫先生。恋愛の比較文学的研究から出発し、『もてない男』 を出版しベストセラーになる。「新近代主義」の提唱を展開している。

## 学歴
- 1981年 - 海城高等学校卒業
- 1987年 - 各1年間の浪人・留年[11] を経て東京大学文学部英文学科卒業、同大学大学院総合文化研究科比較文学比較文化専攻修士課程進学
- 1990年 - 1992年 ブリティッシュコロンビア大学留学
- 1994年 - 東京大学大学院総合文化研究科比較文学比較文化専攻博士課程単位取得満期退学
- 1997年 - 博士（学術）（東京大学）（博士論文タイトル「<男の恋>の文学史 -日本文学における男性恋愛心理の比較文学的研究」）[2]

## 職歴
- 1993年 - 帝京女子短期大学非常勤講師（ - 1994年3月）
- 1994年 - 大阪大学言語文化部専任講師（ - 1997年3月）
- 1997年 - 大阪大学言語文化部助教授（ - 1999年3月）
- 2003年 - 国際日本文化研究センター客員助教授（ - 2006年）

## 人物

### 略歴
茨城県水海道市（現・常総市）に、二人兄弟の長男として生まれる。父は時計職人、母は煙草屋の看板娘であった。小学校2年生の時に交通事故で入院。同じころ父親が転職したためもあり、小学校3年生の時に埼玉県越谷市に転居。転校先の越谷市立出羽小学校でいじめを受ける。同校4年生の時、国語の教科書に載っていたシェイクスピアの『リア王』の児童向けリライト版冒頭部分に影響され、学級新聞に小説『新・リア王』を連載したことがある。越谷市立富士中学校在学中は落語研究会所属で漫画家志望だったが、絵を描く能力に関してイラストレーターの叔父から疑念を表明され、高校時代に大江健三郎や太宰治を読むようになると小説家志望へ転じる。高校受験では埼玉県立浦和高等学校を受験したが失敗し、海城高等学校に進学。同校ではなかなか友人ができず、いじめっ子集団の標的にされ、成績は平均よりも下を低迷していた。このいじめは、2年生になって成績が向上するまで続いた。陰惨な環境の男子校だったため「男性的なもの」を激しく嫌悪し、女性的なものに憧れて『キャンディ・キャンディ』に熱中した。幼い頃からクラシック音楽に惹かれ、その延長線上でバレエ音楽『コッペリア』『くるみ割り人形』の原作者E・T・A・ホフマンに関心を寄せ、そのため「大学ではドイツ文学科へ進もうと思っていた」 こともあるという。
大学受験では一年間の浪人生活を経て東京大学文科III類に進学。1984年、3年次から英文科に進学。大江と同じように23歳で芥川賞を取って大学卒業後ただちに作家生活に入ることを考えたが、大学時代は児童文学のサークルで出している手書きオフセット印刷の同人誌に小説2篇と戯曲1篇を載せたもののサークルの内部で酷評され、自信を失って挫折。しかし大学の卒論を書くことが面白かったことから学者をしながら評論めいたことを書こうと考え、大学院に進学。1990年6月、東大大学院での修士論文『英雄の生涯─馬琴、シェイクスピア、19世紀アメリカ小説における近代の運命』が芳賀徹の推薦で福武書店から『八犬伝綺想』として出版される。
1990年8月からカナダのブリティッシュ・コロンビア大学アジア学科の博士課程に留学し、週に一度だけティーチングアシスタントとして日本語の授業を受け持ちつつ、鶴田欣也、Joshua S. Mostowの指導の下で日本文学や比較文学を研究する。留学中は『日本文学』『批評空間』に論文を発表。博士論文のテーマには谷崎潤一郎を選ぼうと考えていたが、ブリティッシュ・コロンビア大学では鶴田と対立する教員から嫌われてティーチングアシスタントから外された後、英語力の不足などが理由で博士号取得資格試験に失敗。鶴田からは「評論家的な資質が自分に似ている」と評され、芳賀徹らとは後に学問的な対立をしたこともあり、のちに「お前の恩師は誰か、一人挙げろと言われたら、鶴田欣也をあげる」 と言っている。
1992年帰国。1993年4月から帝京女子短期大学にて英語の非常勤講師を務める。1994年4月、大学院の先輩でロシア語教官であるヨコタ村上孝之助教授の世話により、大阪大学専任講師に就任。大阪府池田市石橋に転居。1997年には東大で博士号を取得。同年、大阪大学では助教授に進んだ。
1998年12月12日、大阪大学吹田キャンパスのコンベンションセンター・MOホールで開催された「ジェンダー・フリー社会をめざす若者セミナー'98」主催のシンポジウム「「ダンジョサベツ」なんてカンケーない？──ジェンダー論の言葉はどうしたら社会に伝わるか──」にパネリストの一人として出席。この席上、小谷野は「私は以前、レズビアンからレズビアンだと告白されてそのあと三日間吐き気が続いた」と発言したところ、同じパネリストの伊藤悟からホモフォビア肯定と受け止められ、猛烈な非難を受けた。ただし、伊藤からの非難について小谷野は誤解であるとし、反論と弁明のメールをメーリングリストに投稿している。
1999年3月に大阪大学を辞職して東京都三鷹市に移住。この辞職について小谷野本人は、酒乱の同僚から恫喝や暴言を受け続け、神経症になったためとしている。また、辞職の直前の1999年1月にちくま新書から『もてない男──恋愛論を超えて』を刊行し、新書としては異例ながら10万部を超えるベストセラーになった。同書が反響を呼んだ原因について、小谷野は「誰も言っていなくて、だけど、みんなが思っていたことを言ったからでしょう。そんなのはコロンブスの卵みたいなもんで」と分析している。小谷野はまた、「これまでのところ、私はある種の強運を持っていると思っている。たまたま阪大を辞めたのと同時に本がベストセラーになったため、今日まで食うに困るわけでもなく生き長らえているのは、一つの強運だろう。（中略）だが、庇護者運は悪いらしい」 とも発言している。
1999年10月、5歳上の言語学者で大阪大学助教授の由本陽子と結婚し、週刊誌から「裏切り」と報道された。この結婚は挙式のみで婚姻届なしの遠距離別居であり、小谷野によれば「恋愛できない人間にお勧めの『友愛結婚』の実践」だったが、婚姻届の提出について由本の同意が得られなかったため、2002年夏、事実婚から3年弱で小谷野の側から「離婚」を申し入れた。
しかし、2003年秋ごろにはやはりもう一度結婚したい、あるいは恋人が欲しいという思いが強くなった上、2004年春、自分が好意をもっていた大学院生の女性の一人に、手ひどい振られ方をしたことがきっかけで 結婚情報サービスに入ろうとしたり、出会い系サイトで女性遍歴を重ねた。自著『恋愛の昭和史』208ページにて「結婚相手に求める七か条」を書いたりするなどの試行錯誤を経て、2007年に結婚した。

## 法廷闘争
小谷野は、自身の権利を侵害したと信ずる相手に対しては積極的に法廷闘争を挑み、あるいは提訴を警告している。

### 奨学金返済をめぐり日本学生支援機構に提訴を警告
2005年には自らのブログで日本学生支援機構（理事長・北原保雄＝当時）から再三にわたり貸与奨学金返還の督促状を受けていることに触れ、「連帯保証人（父）に催促するとか、債権回収会社から電話で督促させるとか、まるで脅迫状である。私は昨年来、研究者を育てるのが目的の大学院奨学金なのに、いくら研究をしていても専任ではないからといって返還させ、研究していなくても専任なら返さなくていいというのはおかしい、と北原宛に手紙を書き、国際日本文化研究センターからの在職証明書も送っている。機構は、これは常勤職ではない、と言うのだが、私が貸与を受けていた時期の約款には、「客員助教授」は常勤ではない、とは書いていない。1999年に施行された「細則」によって分かるのであり、事後的な契約は無効であるといっているのに。違うと言うなら法廷で戦うのみである。下手に債権回収会社など使ったら脅迫罪で訴えるぞ」と宣言したこともある。その後、2006年に小谷野は国際日本文化研究センターの客員助教授を雇い止めとなり、奨学金返済拒否の口実を完全に失ったが、今日に至るまで貸与奨学金を返済していない。なお、小谷野個人の年収は、当人の発言によると「一千万円前後を行ったり来たり」しているという。

### 国会議員の嫌煙発言をめぐり日本国を提訴
2006年1月16日、衆議院議員杉村太蔵による「多くの若者にとって、たばこは汚い、くさい、カネがかかるの3K」との発言等により苦痛と屈辱を受けたと主張して国家賠償を請求し、東京地裁にて日本国を提訴した。一審では2006年5月24日に原告小谷野が敗訴。2006年5月31日、原告が東京高裁に控訴したが棄却となり、最高裁への上告は受理されなかった。このとき小谷野は弁護士を探したが引き受ける者がなかったため、法曹界でも禁煙ファシズムが広がっていると批判した。

### 鉄道の全面禁煙をめぐりJRを提訴
2007年3月24日、特急や新幹線の全面禁煙措置等が喫煙者に対する差別であり、日本国憲法第13条に定められた幸福追求権の侵害にあたり違憲であるとの主張のもとにJR東日本を東京簡裁に提訴した（2007年12月21日、裁判移送先の東京地裁にて小谷野側が全面敗訴）。「控訴しても棄却されるのは目に見えているし、上級審で変な判例を作っても何だから」との理由により控訴は断念した。

### 対談での発言をめぐり藤原書店を提訴
2012年、藤原書店の雑誌『環』2009年秋号所収の粕谷一希との対談「本をめぐる対話 第4回 比較という思想‐西洋・非西洋・日本」p.367-368, 376における平川祐弘の発言をめぐり、同誌への謝罪文掲載を要求して藤原書店を東京地裁に提訴したが、「平川の当該発言は原告（小谷野）の社会的地位を低下させるほどのものではない」との理由で2013年2月に敗訴した。これについて、小谷野は当初「原告勝訴」と勘違いし、その旨のエントリをブログに載せている。「原告敗訴」であることに小谷野が気付いたのはその2日後であった。
笙野頼子はこれを含めた小谷野の法廷闘争を「訴訟三昧」の一言で斬り捨てた。ただし、新型コロナウイルスの流行を受け「耐える以外、意味はない 何も言わずにいるのも必要」と小谷野の対人態度は変化し続けている。

### 芥川賞との距離
二回ほど芥川賞候補になったが、落選。選考委員たちへの抗議を込めて「引退の辯」なる同賞への辞退宣言を自らのブログに発表した。その後も『芥川賞の偏差値』という書物を著したり、週刊読書人で栗原裕一郎、小澤英実、倉本さおりと「芥川賞について話をしよう」なる対談を定期的に行っている。

## 著作
自身の公式ウェブサイトに（「外部リンク」参照)、自著正誤訂正一覧を載せている。

### 単著

#### ノンフィクション
- 『八犬伝綺想――英米文学と『南総里見八犬伝』』福武書店〈Fukutake books 21〉、1990年6月。ISBN 4-8288-3320-X。 - 参考文献：pp.276-277。
  - 『新編八犬伝綺想』筑摩書房〈ちくま学芸文庫〉、2000年2月。ISBN 4-480-08540-8。 - 『八犬伝綺想』（福武書店、1990年刊）の増補。「江戸の二重王権」と「八犬伝の海防思想」の論文二編が追加されている。
- 『夏目漱石を江戸から読む――新しい女と古い男』中央公論社〈中公新書〉、1995年3月。ISBN 4-12-101233-X。 - 各章末：参考文献。
  - 『夏目漱石を江戸から読む　付・正宗白鳥「夏目漱石論」』中央公論新社、2018年5月25日。 - 文庫化
- 『男であることの困難――恋愛・日本・ジェンダー』新曜社、1997年10月。ISBN 4-7885-0622-X。
- 『〈男の恋〉の文学史』朝日新聞社〈朝日選書 590〉、1997年12月。ISBN 4-02-259690-2。 - 文献あり。
- 『間宮林蔵〈隠密説〉の虚実』教育出版〈江戸東京ライブラリー 1〉、1998年10月。ISBN 4-316-35700-X。
- 『もてない男――恋愛論を超えて』筑摩書房〈ちくま新書〉、1999年1月。ISBN 4-480-05786-2。
- 『江戸幻想批判――「江戸の性愛」礼讃論を撃つ』新曜社、1999年12月。ISBN 4-7885-0698-X。
  - 『江戸幻想批判――「江戸の性愛」礼讃論を撃つ』（改訂新版）新曜社、2008年12月。ISBN 978-4-7885-1130-9。
- 『恋愛の超克』角川書店、2000年11月。ISBN 4-04-883643-9。 - 文献あり。
- 『バカのための読書術』筑摩書房〈ちくま新書〉、2001年1月。ISBN 4-480-05880-X。
- 『軟弱者の言い分』晶文社、2001年3月。ISBN 4-7949-6479-X。
  - 『新編 軟弱者の言い分』筑摩書房〈ちくま文庫〉、2006年11月。ISBN 4-480-42279-X。
- 『片思いの発見』新潮社、2001年9月。ISBN 4-10-449201-9。 - 文献あり。
- 『聖母のいない国――the North American novel』青土社、2002年5月。ISBN 4-7917-5962-1。
  - 『聖母のいない国――the North American novel』日本点字図書館 (製作)、2006年4月。 - 厚生労働省委託。
  - 『聖母のいない国――the North American novel』河出書房新社〈河出文庫〉、2008年6月。ISBN 978-4-309-40906-1。
- 『退屈論』弘文堂〈シリーズ生きる思想 1〉、2002年6月。ISBN 4-335-00051-0。
- 『中庸、ときどきラディカル――新近代主義者宣言』筑摩書房、2002年9月。ISBN 4-480-81445-0。
- 『中学校のシャルパンティエ』青土社、2003年3月。ISBN 4-7917-6020-4。
- 『性と愛の日本語講座』筑摩書房〈ちくま新書〉、2003年6月。ISBN 4-480-06118-5。 - 年表あり。
- 『反＝文藝評論――文壇を遠く離れて』新曜社、2003年6月。ISBN 4-7885-0859-1。 - 文献あり。
- 『俺も女を泣かせてみたい』筑摩書房、2004年7月。ISBN 4-480-81467-1。
- 『すばらしき愚民社会』新潮社、2004年8月。ISBN 4-10-449202-7。
  - 『すばらしき愚民社会』新潮社〈新潮文庫〉、2007年2月。ISBN 978-4-10-130671-1。
- 『評論家入門――清貧でもいいから物書きになりたい人に』平凡社〈平凡社新書〉、2004年11月。ISBN 4-582-85247-5。
- 『恋愛の昭和史』文藝春秋、2005年3月。ISBN 4-16-366880-2。 - 年表あり。
  - 『恋愛の昭和史』文藝春秋〈文春文庫〉、2008年3月。ISBN 978-4-16-771769-8。 - 年表あり。
- 『帰ってきたもてない男――女性嫌悪を超えて』筑摩書房〈ちくま新書〉、2005年7月。ISBN 4-480-06246-7。
- 『なぜ悪人を殺してはいけないのか――反時代的考察』新曜社、2006年3月。ISBN 4-7885-0985-7。
- 『谷崎潤一郎伝――堂々たる人生』中央公論新社、2006年6月。ISBN 4-12-003741-X。 - 文献あり。
  - 『谷崎潤一郎伝-堂々たる人生』 中央公論新社、中公文庫 2021年8月20日
- 『日本の有名一族――近代エスタブリッシュメントの系図集』幻冬舎〈幻冬舎新書〉、2007年9月。ISBN 978-4-344-98055-6。 - 文献あり。
- 『日本売春史――遊行女婦からソープランドまで』新潮社〈新潮選書〉、2007年9月。ISBN 978-4-10-603590-6。 - 年表あり。
- 『退屈論』河出書房新社〈河出文庫〉、2007年10月。ISBN 978-4-309-40871-2。
- 『リチャード三世は悪人か』NTT出版〈NTT出版ライブラリーレゾナント 39〉、2007年10月。ISBN 978-4-7571-4167-4。 - 文献あり。
- 『リアリズムの擁護――近現代文学論集』新曜社、2008年3月。ISBN 978-4-7885-1090-6。
- 『猫を償うに猫をもってせよ』白水社、2008年7月。ISBN 978-4-560-03184-1。
- 『日本の歴代権力者』幻冬舎〈幻冬舎新書〉、2008年9月。ISBN 978-4-344-98092-1。 - 文献あり。
- 『里見弴伝――「馬鹿正直」の人生』中央公論新社、2008年12月。ISBN 978-4-12-003998-0。 - 文献・著作目録・索引あり。
- 『『こころ』は本当に名作か――正直者の名作案内』新潮社〈新潮新書 308〉、2009年4月。ISBN 978-4-10-610308-7。
- 『東大駒場学派物語』新書館、2009年4月。ISBN 978-4-403-23113-1。
- 『美人好きは罪悪か?』筑摩書房〈ちくま新書 788〉、2009年6月。ISBN 978-4-480-06492-9。 - 並列シリーズ名：Chikuma shinsho。
- 『私小説のすすめ』平凡社〈平凡社新書 473〉、2009年7月。ISBN 978-4-582-85473-2。
- 『禁煙ファシズムと断固戦う!』ベストセラーズ〈ベスト新書 249〉、2009年10月。ISBN 978-4-584-12249-5。 - 並列シリーズ名：Best shinsho。
- 『大河ドラマ入門』光文社〈光文社新書 442〉、2010年1月。ISBN 978-4-334-03546-4。 - 索引あり。
- 『文学研究という不幸』ベストセラーズ〈ベスト新書 264〉、2010年1月。ISBN 978-4-584-12264-8。 - 並列シリーズ名：Best shinsho。
- 『天皇制批判の常識』洋泉社〈新書y 231〉、2010年2月。ISBN 978-4-86248-517-5。
- 『日本文化論のインチキ』幻冬舎〈幻冬舎新書 165〉、2010年5月。ISBN 978-4-344-98166-9。
- 『現代文学論争』筑摩書房〈筑摩選書 0004〉、2010年10月。ISBN 978-4-480-01501-3。
- 『能は死ぬほど退屈だ――演劇・文学論集』論創社、2010年11月。ISBN 978-4-8460-1058-4。
- 『名前とは何か なぜ羽柴筑前守は筑前と関係がないのか』青土社、2011年4月。ISBN 978-4-7917-6597-3。 - 文献あり。
- 『久米正雄伝――微苦笑の人』中央公論新社、2011年5月。ISBN 978-4-12-004200-3。 - 文献・年譜・索引あり。
- 『猿之助三代』幻冬舎〈幻冬舎新書 215〉、2011年5月。ISBN 978-4-344-98216-1。 - 文献あり。
- 『友達がいないということ』筑摩書房〈ちくまプリマー新書 159〉、2011年5月。ISBN 978-4-480-68860-6。 - 並列シリーズ名：chikuma primer shinsho。
- 『「昔はワルだった」と自慢するバカ』ベストセラーズ〈ベスト新書 349〉、2011年11月。ISBN 978-4-584-12349-2。 - 並列シリーズ名：BEST SHINSHO。
- 『小谷野敦のカスタマーレビュー――2002〜2012』アルファベータ、2012年4月。ISBN 978-4-87198-655-7。 - 索引あり。
- 『21世紀の落語入門』幻冬舎〈幻冬舎新書 こ-6-5〉、2012年5月。ISBN 978-4-344-98263-5。
- 『文学賞の光と影』青土社、2012年7月。ISBN 978-4-7917-6659-8。 - 索引あり。
- 『日本恋愛思想史――記紀万葉から現代まで』中央公論新社〈中公新書 2193〉、2012年11月。ISBN 978-4-12-102193-9。 - 文献・索引あり。
- 『日本人のための世界史入門』新潮社〈新潮新書 506〉、2013年2月。ISBN 978-4-10-610506-7。
- 『ウルトラマンがいた時代』ベストセラーズ〈ベスト新書 403〉、2013年4月。ISBN 978-4-584-12403-1。 - 文献・年表あり。
- 『高畑勲の世界』青土社、2013年4月。ISBN 978-4-7917-6693-2。 - 文献・年譜あり。
- 『川端康成伝――双面の人』中央公論新社、2013年5月。ISBN 978-4-12-004484-7。 - 文献・年譜・索引あり。
- 『ムコシュウト問題――現代の結婚論』弘文堂、2013年8月。ISBN 978-4-335-55157-4。
- 『面白いほど詰め込める勉強法――究極の文系脳をつくる』幻冬舎〈幻冬舎新書 こ-6-6〉、2013年9月。ISBN 978-4344983175。
- 『頭の悪い日本語』新潮社〈新潮新書　568〉、2014年4月。ISBN 978-4106105685。
- 『病む女はなぜ村上春樹を読むか』ベストセラーズ〈ベスト新書 439〉、2014年5月。ISBN 978-4-584-12439-0。
- 『江藤淳と大江健三郎: 戦後日本の政治と文学』筑摩書房、2015年2月。
  - 『江藤淳と大江健三郎　──戦後日本の政治と文学』筑摩書房、2018年8月10日。 - 文庫化
- 『このミステリーがひどい！』飛鳥新社、2015年10月。ISBN 978-4-584-12439-0。
- 『俺の日本史』新潮社〈新潮新書〉、2015年10月。ISBN 978-4-106-10615-6。
- 『天皇制批判の常識』猫猫塾、2015年11月。ASIN B018PXWI0S。
- 『宗教に関心がなければいけないのか』筑摩書房〈ちくま新書〉、2016年2月。
- 『反米という病 なんとなくリベラル』飛鳥新社、2016年3月。
- 『本当に偉いのか あまのじゃく偉人伝』新潮社〈新潮新書〉、2016年10月。ISBN 978-4-106-10688-0。
- 『文章読本X』中央公論新社、2016年10月。ISBN 978-4-120-04911-8。
- 『芥川賞の偏差値』二見書房、2017年3月。
- 『文豪の女遍歴』幻冬舎新書、2017年9月。
- 『純文学とは何か』中公新書ラクレ、2017年11月。
- 『司馬遼太郎で読み解く幕末・維新』ベスト新書、2018年2月。
- 『忘れられたベストセラー作家』イースト・プレス、2018年3月。
- 『近松秋江伝-情痴と報国の人』中央公論新社、2018年12月7日。ISBN 4120051498。
- 『哲学嫌い ポストモダンのインチキ』秀和システム、2019年10月19日。ISBN 4798060046。
- 『歌舞伎に女優がいた時代』中央公論新社、2020年3月6日。ISBN 978-4121506801。
- 『川端康成と女たち』幻冬舎〈幻冬舎新書 647〉、2022年3月。ISBN 978-4344986497。
- 『直木賞をとれなかった名作たち』筑摩書房、 2023年1月
- 『レビュー大全 2012-2022: 作家・比較文学者Kが四〇〇〇日にわたって記した壮大なる記録』読書人、2023年5月

#### フィクション
- 『悲望』幻冬舎、2007年8月。ISBN 978-4-344-01367-4。[48]
  - 『悲望』幻冬舎〈幻冬舎文庫〉、2011年8月。ISBN 978-4-344-41716-8。
  - 「悲望」（初出は本人のmixiの日記における連載。その後『文學界』2006年8月号に掲載）
  - 「なんとなく、リベラル」（初出『文學界』2007年2月号、『悲望』単行本に所収）
- 『童貞放浪記』幻冬舎、2008年5月。ISBN 978-4-344-01503-6。
  - 『童貞放浪記』幻冬舎〈幻冬舎文庫 こ-25-1〉、2009年6月。ISBN 978-4-344-41330-6。
  - 「童貞放浪記」（『文學界』2007年10月号） - 小沼雄一監督で映画化、2009年3月ゆうばり国際ファンタスティック映画祭にて初上映[49]、2009年8月から10月にかけて単館上映（配給:アルゴ・ピクチャーズ）[50]
  - 「黒髪の匂う女」（書き下ろし）
  - 「ミゼラブル・ハイスクール一九七八」（書き下ろし）
- 『美人作家は二度死ぬ』論創社、2009年1月。ISBN 978-4-8460-0696-9。
  - 「山室なつ子の生涯」（本人のブログに発表。樋口一葉が夭折せず、凡庸な作家として生涯を送ったという設定のパラレルワールドの物語）
  - 「純文学の祭り」（書き下ろし）
- 「告白の代償」（2009年9月、本人のブログに発表）
- 『中島敦殺人事件』論創社、2009年12月。ISBN 978-4-8460-0908-3。
  - 「中島敦殺人事件」（書き下ろし）
  - 「天皇の煙草」（2009年7月、本人のブログに発表）
- 『母子寮前』文藝春秋、2010年12月。ISBN 978-4-16-329830-6。
  - 「母子寮前」（『文學界』2010年9月号、第144回芥川賞候補作）
- 『東海道五十一駅』アルファベータ、2011年8月。ISBN 978-4-87198-652-6。
  - 「東海道五十一駅」（本人のブログに前半を発表）
  - 「ロクシィの魔」（書き下ろし）
  - 「あなたの肺気腫を悪化させます」（本人のブログに前半を発表）
- 『遊君姫君――待賢門院と白河院』アルファベータ、2012年1月。ISBN 978-4-87198-653-3。 - 年表あり。
  - 「遊君姫君---待賢門院と白河院」（書き下ろし）
- 『馬琴綺伝』河出書房新社、2014年3月。ISBN 978-4309022703。
  - 「馬琴綺伝」（書き下ろし）
- 『グンはバスでウプサラへ行く 小谷野敦作品集』 (猫猫塾) 2015年1月26日
- 『鴎たちのヴァンクーヴァー 小谷野敦作品集』 (猫猫塾) 2015年3月23日
- 『ヌエのいた家』 (文春e-book) 2015年5月29日（第152回芥川賞候補作）
- 『お嬢様放浪記 小谷野敦作品集』 (猫猫塾) 2015年6月20日
- 『弁慶役者 七代目幸四郎』青土社 2016年7月22日
- 『信長の孫：三法師・秀信のその後』（電子書籍）2018年1月17日
- 『東十条の女』幻戯書房 2018年3月23日
- 『とちおとめのババロア』青土社 2018年11月20日
- 『蛍日和: 小谷野敦私小説集』幻戯書房 2023年6月26日

### 共著
- 川本皓嗣、井上健 編『翻訳の方法』東京大学出版会、1997年4月。ISBN 4-13-083024-4。
- 延廣眞治 編「近松神話の形成序説」『江戸の文事』ぺりかん社、2000年4月。ISBN 4-8315-0937-X。 - 年譜あり。
- 日本エッセイスト・クラブ 編「ケータイを捨てよ、書を取れ」『象が歩いた』文藝春秋〈ベスト・エッセイ集 2002年版〉、2002年7月。ISBN 4-16-358740-3。
  - 日本エッセイスト・クラブ 編「ケータイを捨てよ、書を取れ」『象が歩いた』文藝春秋〈文春文庫 ベスト・エッセイ集 2002年版〉、2005年7月。ISBN 4-16-743420-2。
- 池田清彦 ほか「マッカーサーの後継者たち」『天皇の戦争責任・再考』洋泉社〈新書y 090〉、2003年7月。ISBN 4-89691-745-6。 - 池田清彦・小浜逸郎・橋爪大三郎・吉田司・井崎正敏・八木秀次 共著。
- 藤井淑禎 編「偉大なる通俗作家としての乱歩」『江戸川乱歩と大衆の二十世紀』至文堂〈「国文学解釈と鑑賞」別冊〉、2004年8月。 - 年譜あり。
- 渡部直己、吉本謙次 共著『綿矢りさのしくみ』太田出版〈Love & peace 12〉、2004年9月。ISBN 4-87233-878-2。
- 今井清人 編「『ノルウェイの森』を徹底批判する」『村上春樹スタディーズ2000-2004』若草書房、2005年5月。ISBN 4-948755-85-0。 - 文献あり。
- 諏訪春雄、高田衛 編著「『南総里見八犬伝』総論」『復興する八犬伝』勉誠出版、2008年2月。ISBN 978-4-585-03175-8。
- 「村上春樹は私小説を書くべきである」『1Q84スタディーズ』 book 1、若草書房〈Murakami Haruki study books 13〉、2009年11月。ISBN 978-4-904271-04-9。
- 洋泉社編集部 編『私が愛した大河ドラマ』洋泉社〈歴史新書〉、2012年2月。ISBN 978-4-86248-871-8。 - 文献あり。
- 『この名作がわからない』二見書房、2019年9月27日。ISBN 4576191047。

### 編著
- 田山花袋 著、坪内祐三、小谷野敦 共編 編『田山花袋』筑摩書房〈明治の文学 第23巻〉、2001年5月。ISBN 4-480-10163-2。 - 年表あり。
- A.ゴッダード、L.M.パターソン『ことばとジェンダー』小谷野敦・由本陽子 編注、英宝社、2002年1月。ISBN 4-269-14039-9。
- 『恋愛論アンソロジー――ソクラテスから井上章一まで』中央公論新社〈中公文庫〉、2003年10月。ISBN 4-12-204277-1。
- 斎藤貴男、栗原裕一郎 著、小谷野敦 編著 編『禁煙ファシズムと戦う』ベストセラーズ〈ベスト新書〉、2005年10月。ISBN 4-584-12099-4。
- 『童貞小説集』筑摩書房〈ちくま文庫〉、2007年9月。ISBN 978-4-480-42366-5。
- 『翻訳家列伝101』新書館、2009年12月。ISBN 978-4-403-25102-3。 - 文献あり。
- 里見弴『木魂｜毛小棒大――里見弴短篇選集』中央公論新社〈中公文庫 さ55-1〉、2011年2月。ISBN 978-4-12-205443-1。
- 細江光共編『谷崎潤一郎対談集 - 芸能編』、中央公論新社、2014年9月
- 細江光共編『谷崎潤一郎対談集 - 文藝編』中央公論新社、2015年2月。ISBN 978-4-120-04649-0。
- 『川端康成詳細年譜』勉誠出版、2016年8月。ISBN 978-4-585-29107-7。

### 翻訳
- ウィリアム・シュウェンク・ギルバート『喜歌劇ミカド――十九世紀英国人がみた日本』中央公論新社、2002年8月。ISBN 4-12-003302-3。 - 原タイトル：The Mikado。
- ハロルド・ブルーム『影響の不安――詩の理論のために』アルヴィ宮本なほ子 共訳、新曜社、2004年9月。ISBN 4-7885-0920-2。 - 原タイトル：The anxiety of influence。（2nd ed.）
- エリザベス・テイラー (小説家)（英語版）『エンジェル』白水社、2007年11月。ISBN 978-4-560-09201-9。 - 原タイトル：Angel。
- 『浮雲――もてない男訳』二葉亭四迷 原著、河出書房新社、2010年2月。ISBN 978-4-309-01963-5。 - 原タイトル：『浮雲』。
- 『妻に恋した男: 当世風の偏見』ラ＝ショッセ 原著（電子書籍）2019年2月20日 - 原タイトル：Le Préjugé à la mode
- レンジェル・メニヘールト『颱風（タイフーン）』 幻戯書房〈ルリユール叢書〉 2020年8月。ISBN 978-4-86488-201-9

### 序文
- 高塚省吾『高塚省吾画集 美しうるわし』芸術新聞社、2009年2月。ISBN 978-4-87586-173-7。 - 年譜あり。

### 解説
- カタログハウス 編『大正時代の身の上相談』筑摩書房〈ちくま文庫〉、2002年2月。ISBN 4-480-03710-1。
- 宮沢章夫『よくわからないねじ』新潮社〈新潮文庫〉、2002年9月。ISBN 4-10-146323-9。 - 『百年目の青空』 (マガジンハウス、平成11年刊) の改題。
- 筒井康隆『エンガッツィオ司令塔』文藝春秋〈文春文庫〉、2003年4月。ISBN 4-16-718112-6。
- 夏石鈴子『新解さんの読み方』角川書店〈角川文庫〉、2003年11月。ISBN 4-04-360402-5。 - リトル・モア1998年刊の増訂。
- 大塚ひかり『ブス論』筑摩書房〈ちくま文庫〉、2005年7月。ISBN 4-480-42092-4。 - 『太古、ブスは女神だった』 (マガジンハウス、2001年刊) の改題。

### 巻末対談
- 中村うさぎ『美人とは何か? 美意識過剰スパイラル』集英社〈集英社文庫 な47-1〉、2009年5月。ISBN 978-4-08-746438-2。 - 文芸社2005年刊の文庫。

### 漫画原作
- 「禁煙ファシズムと戦う」『実話漫画ナックルズ』2008年5月号、ミリオン出版、2008年5月。 - 小谷野, 斎藤 & 栗原 2005の漫画化。

## 映画出演
- 『童貞放浪記』（2009年, カメオ出演）

## 受賞歴
- 2002年 - 『聖母のいない国』でサントリー学芸賞（芸術・文学部門）
- 2010年 -「母子寮前」で芥川賞候補。
- 2015年 -「ヌエのいた家」で芥川賞候補[51]。